# Хлопотнов, Алексей Иванович
Алексей Иванович Хлопотнов (род. 17 августа 1946, Чернигов) — советский украинский легкоатлет, специалист по бегу на короткие дистанции и прыжкам в длину. Выступал за сборную СССР по лёгкой атлетике в конце 1960-х годов, призёр первенств всесоюзного и республиканского значения, участник летних Олимпийских игр в Мехико. Мастер спорта СССР международного класса.

## Биография
Алексей Хлопотнов родился 11 мая 1946 года в Чернигове, Украинская ССР.
Начал заниматься лёгкой атлетикой в 1965 году, проходил подготовку под руководством заслуженного тренера СССР Леонида Владимировича Бартенева. Состоял в добровольных спортивных обществах «Буревестник» (Киев) и «Спартак» (Харьков).
Наивысшего успеха в своей спортивной карьере добился в сезоне 1968 года, когда на чемпионате СССР в Ленинакане занял четвёртое место в беге на 100 метров и в составе команды спортивного общества «Динамо» стал серебряным призёром в эстафете 4 × 100 метров, уступив только команде Вооружённых Сил. Попав в советскую сборную, удостоился права защищать честь страны на летних Олимпийских играх в Мехико — в программе бега на 100 метров не смог пройти дальше предварительного квалификационного этапа, тогда как в эстафете вместе с соотечественниками Евгением Синяевым, Николаем Ивановым и Владиславом Сапея был дисквалифицирован на стадии полуфиналов.
В 1970 году выступил в прыжках в длину на Универсиаде в Турине, с результатом 7,57 стал в финале седьмым.
За выдающиеся спортивные достижения удостоен почётного звания «Мастер спорта СССР международного класса».